# 로렌 보리스

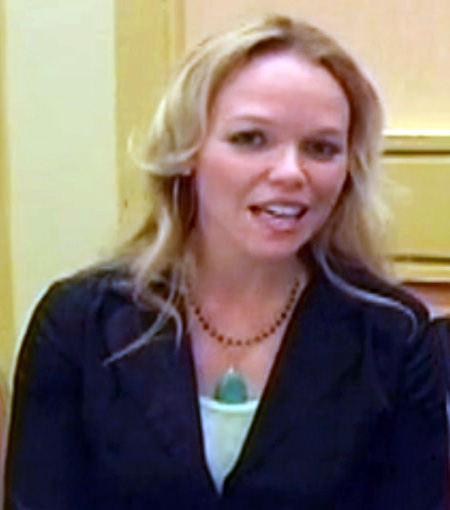

로런 볼스(Lauren Bowles, 1973년 3월 24일 ~ )는 미국의 배우, 라디오 DJ이다.
워싱턴 D.C.에서 태어났다.

## 출연 작품
- 브로큰 스타 (2018년)
- 이즈 댓 어 건 인 유어 포켓? (2016년)
- 언더독 키즈 (2015년)
- 테스트 (2013년)
- 곤 미싱 (2013년) - 리사 역
- 스타빙 게임 (2013년) - 에포프 역
- 터키 (2013년) - 제이크 엄마 목소리 역
- 홀 패스 (2011년) - 브리트니 역
- 스타스트럭 (2010년)
- 댄스 플릭 (2009년)
- 하트브레이크 키드 (2007년)
- 뉴 어드벤처 오브 올드 크리스틴 (2006년)
- 아트 스쿨 컨피덴셜 (2006년)
- 스파르탄 (2004년)
- 조지 오브 정글 (1997년)

### 텔레비전
- 트루 블러드 시즌7 (2014년)
- 사인필드 (1990년)